# Barbus trispilos
Barbus trispilos är en fiskart som först beskrevs av Bleeker, 1863.  Barbus trispilos ingår i släktet Barbus och familjen karpfiskar. IUCN kategoriserar arten globalt som livskraftig. Inga underarter finns listade.